# Кубок Шотландії з футболу 1899—1900
Кубок Шотландії з футболу 1899–1900 — 27-й розіграш кубкового футбольного турніру у Шотландії. Титул втретє здобув Селтік.

## Перший раунд
| Команда 1                    | Рахунок | Команда 2             |
| ---------------------------- | ------- | --------------------- |
| 13 січня 1900                |         |                       |
| Аберкорн (2)                 | 5:2     | Ейр Паркхаус (-)      |
| Ейрдріоніанс (2)             | 0:1     | Клайд (1)             |
| Селтік (1)                   | 7:1     | Бонесс (-)            |
| Данді (1)                    | 8:0     | Дуглас Вондерерс (-)  |
| Форфар Атлетік (-)           | 3:4     | Мотервелл (2)         |
| Форіс Механікс (-)           | 1:1     | Оріон (-)             |
| Ґалстон (-)                  | 1:2     | Партік Тісл (2)       |
| Гамільтон Академікал (2)     | 2:3     | Гіберніан (1)         |
| Гарт оф Мідлотіан (1)        | 0:0     | Сент-Міррен (1)       |
| Кілмарнок (2)                | 2:0     | Іст Стерлінгшир (-)   |
| Мейбоул (-)                  | 4:2     | Вішоу Тісл (-)        |
| Порт-Глазго Атлетік (2)      | 7:1     | Фолкерк (-)           |
| Квінз Парк (-)               | 3:0     | Літ Атлетік (2)       |
| Рейнджерс (1)                | 4:2     | Грінок Мортон (2)     |
| Сент-Бернардс (1)            | 1:0     | Арброт (-)            |
| Терд Ланарк (1)              | 5:1     | Рейт Роверз (-)       |
| 20 січня 1900 (перегравання) |         |                       |
| Оріон (-)                    | 4:1     | Форіс Механікс (-)    |
| Сент-Міррен (1)              | 0:3     | Гарт оф Мідлотіан (1) |

## Другий раунд
| Команда 1                     | Рахунок | Команда 2             |
| ----------------------------- | ------- | --------------------- |
| 27 січня 1900                 |         |                       |
| Данді (1)                     | 3:3     | Клайд (1)             |
| Гарт оф Мідлотіан (1)         | 1:1     | Гіберніан (1)         |
| Кілмарнок (2)                 | 10:1    | Оріон (-)             |
| Партік Тісл (2)               | 2:1     | Сент-Бернардс (1)     |
| Порт-Глазго Атлетік (2)       | 1:5     | Селтік (1)            |
| Квінз Парк (-)                | 5:1     | Аберкорн (2)          |
| Рейнджерс (1)                 | 12:0    | Мейбоул (-)           |
| Терд Ланарк (1)               | 2:1     | Мотервелл (2)         |
| 3 лютого 1900 (перегравання)  |         |                       |
| Гіберніан (1)                 | 1:2     | Гарт оф Мідлотіан (1) |
| 17 лютого 1900 (перегравання) |         |                       |
| Клайд (1)                     | 0:3     | Данді (1)             |

## Чвертьфінали
| Команда 1       | Рахунок | Команда 2             |
| --------------- | ------- | --------------------- |
| 10 лютого 1900  |         |                       |
| Терд Ланарк (1) | 1:2     | Гарт оф Мідлотіан (1) |
| 17 лютого 1900  |         |                       |
| Селтік (1)      | 4:0     | Кілмарнок (2)         |
| Партік Тісл (2) | 1:6     | Рейнджерс (1)         |
| 24 лютого 1900  |         |                       |
| Квінз Парк (-)  | 1:0     | Данді (1)             |

## Півфінали
| Команда 1                      | Рахунок | Команда 2             |
| ------------------------------ | ------- | --------------------- |
| 24 лютого 1900                 |         |                       |
| Рейнджерс (1)                  | 2:2     | Селтік (1)            |
| 10 березня 1900                |         |                       |
| Квінз Парк (-)                 | 2:1     | Гарт оф Мідлотіан (1) |
| 10 березня 1900 (перегравання) |         |                       |
| Селтік (1)                     | 4:0     | Рейнджерс (1)         |

## Фінал
| 14 квітня 1900 15:00 (CET) |

| Селтік (1)               | 4:3 | Квінз Парк (-)                |
| ------------------------ | --- | ----------------------------- |
| Макмегон Діверс (2) Белл |     | Крісті Стюарт Бетлз (автогол) |

| Айброкс-Парк, Глазго Глядачів: 17 000 Арбітр: Томас Робертсон |